# Partido Comunista do Azerbaijão
O Partido Comunista do Azerbaijão (em azeri:  Azərbaycan Kommunist Partiyası; em russo:  Коммунистическая партия Азербайджана) foi o partido político que comandou a República Socialista Soviética do Azerbaijão, era um ramo do Partido Comunista da União Soviética (PCUS), até ser dissolvido em 16 de setembro de 1991.

## Primeiros-Secretários do Partido Comunista do Azerbaijão
| Nº | Nome                      | Início do mandato       | Fim do mandato         |
| -- | ------------------------- | ----------------------- | ---------------------- |
| 1  | Mirza Davud Huseynov      | 12 de fevereiro de 1920 | 23 de outubro de 1920  |
| 2  | Grigory Kaminsky          | 23 de outubro de 1920   | julho de 1921          |
| 3  | Sergey Kirov              | julho de 1921           | janeiro de 1926        |
| 4  | Levon Mirzoyan            | janeiro de 1926         | agosto de 1929         |
| 5  | Nikolay Gikalo            | agosto de 1929          | junho de 1930          |
| 6  | Vladimir Polonsky         | junho de 1930           | novembro de 1933       |
| 7  | Ruben Rubenov (Mkrtchyan) | 1 de janeiro de 1933    | 12 de dezembro de 1933 |
| 8  | Mir Jafar Baghirov        | novembro de 1933        | julho de 1953          |
| 9  | Mir Teymur Yaqubov        | julho de 1953           | fevereiro de 1954      |
| 10 | Imam Mustafayev           | fevereiro de 1954       | 12 de junho de 1959    |
| 11 | Veli Akhundov             | 11 de julho de 1959     | 14 de julho de 1969    |
| 12 | Heydar Aliyev             | 14 de julho de 1969     | 3 de dezembro de 1982  |
| 13 | Kamran Baghirov           | 3 de dezembro de 1982   | 21 de maio de 1988     |
| 14 | Abdulrahman Vezirov       | 21 de maio de 1988      | 20 de janeiro de 1990  |
| 15 | Ayaz Mütallibov           | 24 de janeiro de 1990   | 16 de setembro de 1991 |